# Docteur Neo Cortex
Pour les articles homonymes, voir Neo Cortex.

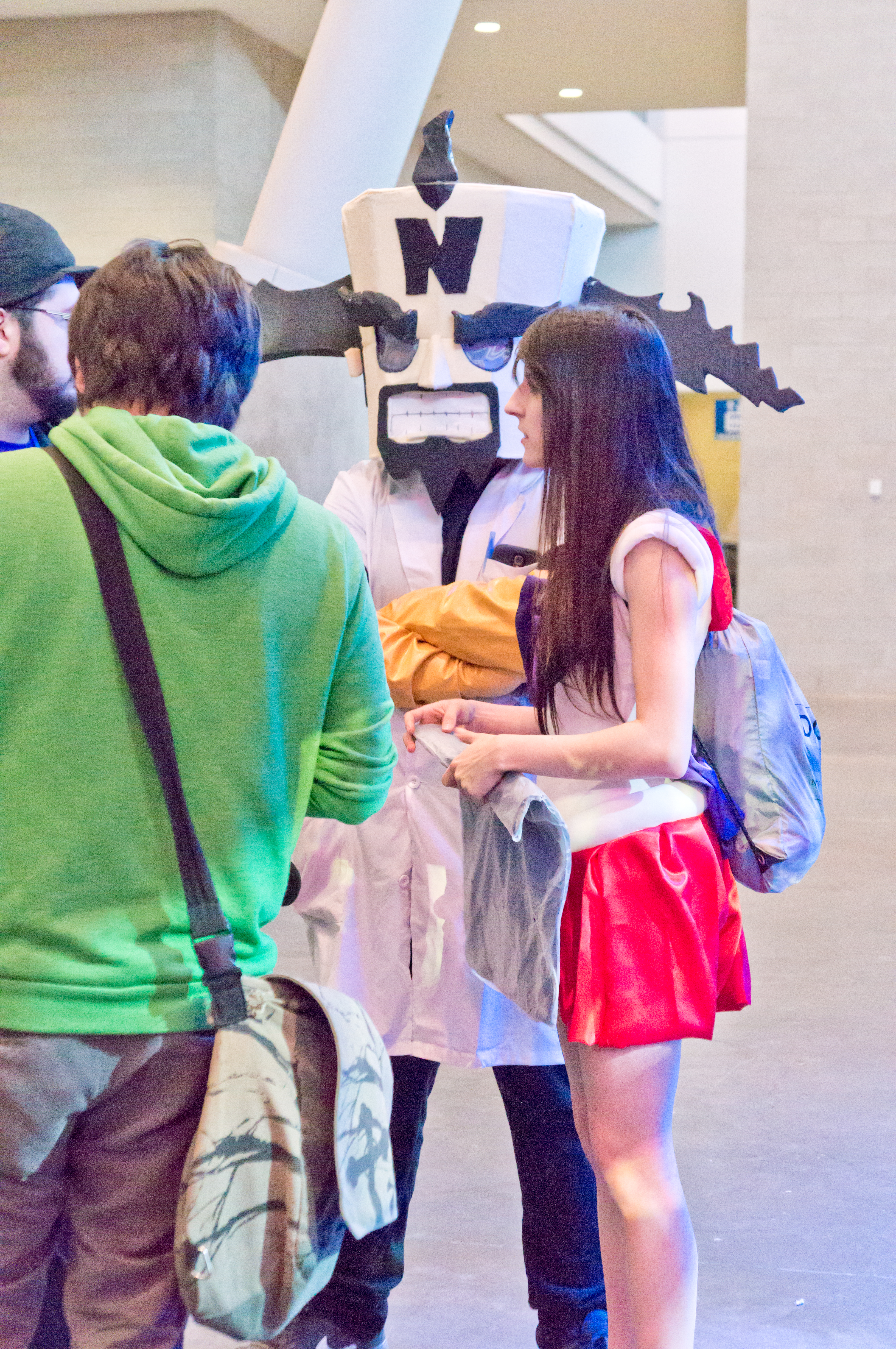
Cosplay du Docteur Neo Cortex lors de la PAX East 2015.

Le Docteur Neo Cortex (Neo Periwinkle Cortex), parfois appelé N. Cortex, Docteur Cortex ou simplement Cortex, est un personnage antagoniste issu de la série de jeux vidéo Crash Bandicoot.
Le Docteur Cortex est un scientifique très intelligent, diplômé de l’université de l’Utah mais également fou et dangereux, possédant un grand « N » tatoué sur le front. La plupart du temps, il apparait comme étant l'antagoniste principal dans les jeux de la série.
Aux côtés du docteur Nitrus Brio, le Docteur Neo Cortex est le créateur de divers mutants à son service tels que Ripper Roo, Koala Kong, Pinstripe Potoroo, Tiny Tiger, et Dingodile, mais aussi de ceux qui s'opposent à lui et dont il a échoué à laver le cerveau : Crash Bandicoot, Coco Bandicoot et Crunch Bandicoot, le seul qu'il n'a pas créé avec son assistant originel. Cortex est le vilain principal de tous les jeux Crash Bandicoot (excepté Crash Bandicoot 2: N-Tranced, Crash TwinSanity  et Crash of the Titans). Il apparaît de nouveau comme le principal antagoniste dans Crash : Mind Over Mutant. Dans Crash Bandicoot 4: It's About Time, il est autant un antagoniste qu'un personnage jouable. En version française, il a été interprété par l'acteur et directeur artistique Martial Le Minoux.

## Conception et création
Le nom de Cortex est une référence au nom d'une partie cérébrale du cerveau humain, le néocortex, référant à la grande intelligence du scientifique. Une petite information révélée par Naughty Dog informe sur la conception de ce dernier : "Nous avons envisagé que le Dr. Neo Cortex soit un fou... littéralement"[réf. nécessaire].

## Caractéristiques

### Apparence physique
Le Docteur Neo Cortex est un petit bonhomme à la peau jaunâtre, au physique maigre et chétif, souvent courbé vers l'avant, et disposant d'une tête cylindrique à la grosseur disproportionnée par rapport au reste de son corps.
Cette forme crânienne suppose que son cerveau est extrêmement gros (d'où son nom de néocortex), et son front est ornementé d'un gigantesque tatouage formant un « N » majuscule. Pour le reste de son visage, il orne une barbe en bouc entourant sa bouche, un nez crochu et des yeux pochés sous des sourcils épais. Ayant une calvitie avancée, les quelques cheveux entourant le bas de sa tête ainsi que la houpette sur son front sont naturellement coiffés en bataille.
Le Docteur Neo Cortex est souvent vêtu d'une blouse blanche sans manches avec des épaulières. Il semble porter un pull et un pantalon noir en-dessous de son vêtement de travail, mais aussi des gants en caoutchouc jaunes et des bottes noires. D'autres jeux, comme Crash Nitro Kart et Crash Twinsanity, changent le style du docteur pour une blouse blanche avec manches (sans épaulières pour le second) ainsi que des gants et des bottes rouges.

### Personnalité
Avant Crash Twinsanity, le Docteur Neo Cortex montre beaucoup de traits classiques de psychopathie : il est en effet froid, colérique, insouciant, et manipule fréquemment ses semblables pour obtenir ce qu'il veut : Crash Bandicoot 2: Cortex Strikes Back montre que dans les bonnes circonstances, même Crash Bandicoot peut se laisser convaincre par son vil créateur. Tandis que Cortex conserve toujours certains de ces traits, son infamie est minimisée en raison du caractère comique de Crash Twinsanity, et plus encore dans les jeux suivants où il est plus un lâche empoté et théâtral qu'un psychopathe menaçant.
Archétype du savant diabolique, Cortex tient une rancune à l'égard d'autres scientifiques, ceux-ci ridiculisant ses idées sur la création d'animaux mutants, tout en prouvant à ses pairs qu'il peut conquérir le monde à l'aide d'une armée composée de ses créations. Cette rancune tient aussi du fait que le Docteur Neo Cortex est loin d'être le génie des sciences qu'il prétend être : dans Crash Bandicoot son plan original de création d'une armée de mutants ne tient debout que grâce au Docteur Nitrus Brio, véritable créateur du Rayon Evolvo (Cortex a créé le Vortex hypnotisant ces mutants en ses fidèles serviteurs, mais pour le reste, il profite du génie de son collègue), mais manquant d'amour-propre pour tirer le crédit de son invention (le moment où N. Brio se découvre une fierté, il laisse tomber Cortex et cherche à nuire à son plan suivant), et dans Cortex Strikes Back, son plan d'hypnotiser la planète à travers un gigantesque rayon dans son satellite n'aurait jamais vu le jour sans N. Gin, spécialiste en armement et plus servile encore que son ancien collaborateur.
Cela a été annulé depuis Crash Bandicoot 3: Warped, dans lequel il est révélé que le Docteur Cortex a travaillé sous l'influence d'Uka Uka, qui semble être le véritable maître d'œuvre de ses plans diaboliques (en tout cas en ce qui concerne la collecte de gemmes et de cristaux), et dont l'autorité menaçante met littéralement le scientifique à genoux et fait supplier d'être laissé en vie. Cette crainte a diminué depuis quelque temps, Cortex étant capable d'être debout sur ses jambes devant Uka Uka dans Crash Bandicoot : La Vengeance de Cortex et Crash Twinsanity ; il devient même capable de s'opposer à lui, comme indiqué dans Crash of the Titans, dans lequel Cortex refuse d'être remplacé en raison du fait que son nom est sur la station, voire de le trahir dans Crash : Génération Mutant, utilisant un de ses mutants pour capturer le masque et l'emprisonner dans une usine afin qu'il produise du Mojo à son insu.
Cette lâcheté vis-à-vis de son maître et son incapacité à faire face à des savants plus fiers comme N. Tropy n'empêchent pas Cortex de traiter ses propres assistants comme des moins que rien et lorsque ceux-ci tentent juste de le prévenir de sa propre impatience avec toute la politesse du monde, il les recadre sévèrement. En effet, son impatience et sa trop grande confiance en lui sont la raison même de l'existence de son ennemi juré Crash Bandicoot (ainsi que de Tawna et de Coco), le docteur refusant d'écouter les appels de N. Brio lorsqu'il le prévenait que le Cortex Vortex n'était pas encore prêt à hypnotiser le Bandicoot mutant, ce qui mènera à son ascension jusqu'aux lieux de sa création.
Cette grande confiance ira jusqu'au narcissisme dans Crash Bandicoot 4: It's About Time : dans le dernier monde, le Docteur Neo Cortex retourne dans le passé pour prévenir son lui du passé de ne pas créer Crash. Ce à quoi, son lui du passé le prend pour un imposteur identique en tout point à lui. Lorsqu'il le décrit a ses assistants, de manière peu flatteuse au début, il conclut qu'il ressemble à "un canon de beauté".
Dans le même jeu, la fierté de Cortex est encore mise en avant. Dans le dernier monde, où le Cortex du passé refuse de croire les avertissements du Cortex du futur, ce dernier se rend compte et n'en revient pas de "l'ampleur de [s]on obstination" et se demande pourquoi "[il n'est] pas aussi raisonnable que [lui]-même".
Nina est apparemment le seul être vivant que le Docteur Neo Cortex protège, même s'il doit affronter le Crash Maléfique ou les Jumeaux Maléfiques pour la sauver du danger ; il tient toutefois à ce qu'elle suive la voie du mal, une obsession qui va jusqu'à remplacer ses mains par des prothèses cybernétiques pour l'empêcher de cajoler des petits animaux et donc d'exprimer trop de tendresse. Il se pourrait aussi que Nina ne soit pas la nièce, mais la fille de Cortex, car au moment où elle se fait enlever, il s'exclame : "Ma fille... euhhh... nièce !" ; ce gag est toutefois resté lettre morte et la parenté de la jeune fille n'a plus été discutée par la suite. A la fin de Crash of the Titans, il éprouvera à la fois de la fierté pour la façon dont elle a poussé à l'extrême sa propre vilénie jusqu'à prendre la place de son oncle, mais il la punit quand même pour avoir échoué dans son plan.

## Apparitions dans la série des Crash Bandicoot
- 1996 : Crash Bandicoot (boss)
- 1997 : Crash Bandicoot 2: Cortex Strikes Back (boss)
- 1998 : Crash Bandicoot 3: Warped (boss)
- 1999 : Crash Team Racing (personnage jouable)
- 2000 : Crash Bash (personnage jouable)
- 2001 : Crash Bandicoot : la Vengeance de Cortex (boss)
- 2002 : Crash Bandicoot XS (boss)
- 2003 : Crash Bandicoot 2: N-Tranced (caméo)
- 2003 : Crash Nitro Kart (personnage jouable)
- 2004 : Crash Bandicoot : Fusion (boss)
- 2004 : Crash Twinsanity (boss + personnage jouable)
- 2005 : Crash Tag Team Racing (personnage jouable)
- 2006 : Crash Boom Bang! (personnage jouable)
- 2007 : Crash of the Titans (figurant + boss sur la version DS et GBA)
- 2008 : Crash: Mind Over Mutant (boss)
- 2017 : Crash Bandicoot: N. Sane Trilogy (boss)
- 2019 : Crash Team Racing : Nitro-Fueled (personnage jouable)
- 2020 : Crash Bandicoot 4: It's About Time (boss + personnage jouable)
- 2021 : Crash Bandicoot: On the Run! (boss)
- 2023 : Crash Team Rumble (personnage jouable)